# Halloween (мультфильм, 1931)
Halloween (с англ. — «Хэллоуин») — короткометражный анимационный фильм созданный Charles Mintz Productions и выпущенный RKO Pictures 1 мая 1931г. В 2019 был перевыпущен на Blu-ray онлайн-магазином Thunderbean Animation. Последний мультфильм с участием Щенка Тоби, который смог сохраниться до наших дней.

## Сюжет
На костюмированной вечеринке на Хэллоуин весело танцует Тоби. Он целует нескольких девушек, но каждая реагирует испуганно и убегает. Одна девушка противостоит Тоби. Тоби целует её несколько раз, и она дает ему пощечину. Затем она жалуется ему на попытку испортить её вечеринку и угрожает рассказать об этом его матери. Чтобы успокоить её, Тоби предлагает сыграть на пианино. Он играет, в то время как другие гости слушают, в том числе коза, которая ест различные предметы домашнего обихода, в том числе клавиши пианино. Звонит церковный колокол, и Тоби предупреждает всех, что сейчас колдовской час . Тем временем над ним летают ведьма и различные сверхъестественные существа. Они проваливаются через дымоход и пугают гостей вечеринки. Тоби борется с несколькими призраками . Когда его окружает несколько призраков, он имитирует пение петуха, которое пугает призраков, и они убегают. Тоби и девушка замечают яйцо на полу, из которого вылупляется маленькое привидение, которое называет Тоби «папа».

## Создатели
- Режиссёры, сценаристы и аниматоры: Артур Дэвис, Дик Хьюмер, Сид Маркус
- Продюсер: Чарльз Минц
- Композитор: Джо Денат

## Персонажи
- Тоби
- Тесси
- Коза
- Приведения

## Названия
- Оригинальное название — Halloween
- Франция — Toby chez les lutins